# پاپایا

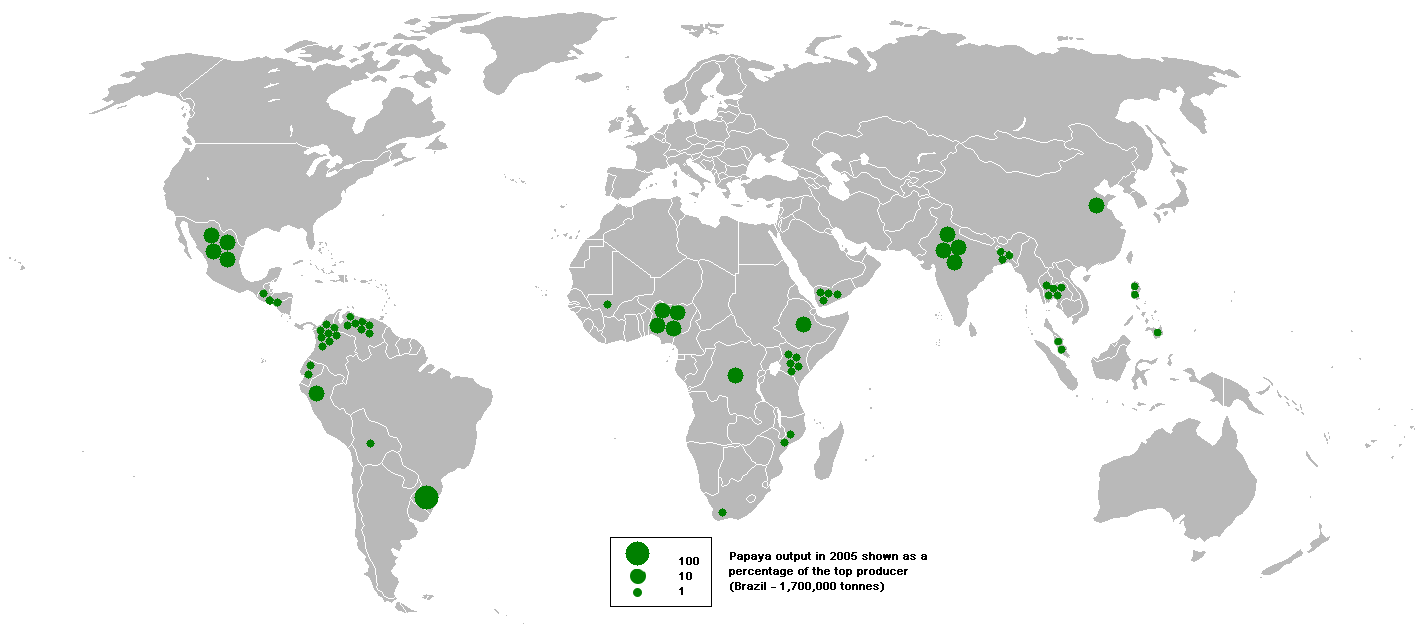
تولید پاپایا در ۲۰۰۵, از عمده محصولات کشاورزی در برزیل (۱٫۷ میلیون تن)

پاپایا، پاپایه یا خربزه درختی (نام علمی: Carica papaya) گیاهی بومی مناطق حاره‌ای قاره آمریکا است که اکنون در بسیاری مناطق حاره‌ای از جمله هند، آفریقای جنوبی، سری لانکا و فیلیپین کشت می‌شود. در سال ۲۰۱۸ میزان ۱۳٫۳ میلیون تن از این میوه تولید شد و کشورهای هند، برزیل و مکزیک به ترتیب برترین تولید این میوه را در جهان داشته‌اند.

## بزرگ ترین تولید کنندگان پاپایا در جهان
| هند | ۶٬۰۰۰٬۰۰۰  |
| جمهوری دومینیکن | ۱٬۳۰۰٬۰۰۰  |
| برزیل | ۱٬۲۰۰٬۰۰۰  |
| مکزیک | ۱٬۱۰۰٬۰۰۰  |
| اندونزی | ۱٬۰۰۰٬۰۰۰  |
| در کل دنیا | ۱۳٬۹۰۰٬۰۰۰ |
| No symbol = official figure, P = official figure, F = FAOSTAT ۲۰۰۷، * = Unofficial/Semi-official/mirror data, C = Calculated figure A = Aggregate (may include official, semi-official or estimates); Source: Food And Agricultural Organization of United Nations: Economic And Social Department: The Statistical Division |            |

کشور هند با تولید ۴۳ درصد از پاپایا در جهان بزرگ ترین تولیدکننده در جهان بشمار می‌رود، و پس از هند کشورهای  جمهوری دُمنیکن ۹٫۴ درصد، برزیل ۸٫۶۴ درصد، مکزیک ۷٫۹۲ درصد و اندونزی ۷٫۲ درصد
در رتبه های دوم تا پنجم جهان قرار دارند.

## شرح
پاپایا درختی است نسبتاً کوچک، دارای یک تنه به ارتفاع ۴ تا ۱۰ متر و برگ‌هایی منشعب و بزرگ به ابعاد ۵۰ تا ۷۰ سانتی‌متر. میوهٔ این گیاه بزرگ و از نوع سته است. اندازه میوه ۱۵ تا ۴۵ سانتی‌متر در طول و قطر آن ۱۰ الی ۳۰ سانتی‌متر بوده و ظاهر آن شبیه یک کپسول است. رنگ میوه در ابتدا سبز رنگ و موقعی که رسیده باشد زرد کهربایی تا کمی نارنجی است. میوه‌ها در حالت نارس باید پس از پخته شدن مصرف شوند زیرا در حالت نارس دارای مقادیری مادهٔ لاتکس هستند که برای بدن مضر است اما میوه در حالت رسیده به دلیل تجزیهٔ لاتکس قابل خوردن به صورت خام است. این میوه در نقاط مختلف جهان به خصوص در جنوب شرقی آسیا و در قاره آمریکا استفادهٔ فراوانی در آشپزی و تهیهٔ شیرینی‌ها و دسرها دارد. در طب سنتی از برگ‌های پاپایا برای درمان مالاریا و از دود کردن آن برای بیماران مبتلا به آسم استفاده می‌شود.

## کاشت درخت
گیاه پاپایا دارای سه نوع نر، ماده و هرمافرودیت است. گیاه نر فقط تولید گرده می‌کند و بدون میوه است. گیاه ماده برای تولید میوه‌های درشت و مناسب نیاز به گرده‌های درخت نر دارد. نوع هرمافرودیت دارای گل‌های نر و ماده است و می‌تواند به تنهایی تولید میوه کند. امروزه در تولید اقتصادی این میوه فقط از درختان هرمافرودیت استفاده می‌شود.
درخت پاپایا رشد سریعی داشته و پس از سه سال از زمان کاشت تولید میوه می‌کند. این درخت متعلق به مناطق معتدل و گرمسیر است و در دمای پایین‌تر از -۲ درجه دچار مشکل شده یا به کلی از بین می‌رود. این گیاه نیاز به خاک‌های ماسه ای و با زهکشی مناسب دارد و در صورت انباشته شدن آب پای درخت طی ۲۴ ساعت از بین خواهد رفت.

## خاستگاه و پراکندگی
پاپایا گیاه بومی آمریکای مرکزی، مکزیک و مناطق شمالی آمریکای جنوبی است و در نقاط مختلفی از دنیا کاشته شده و تطبیق پیدا کرده‌است. این مناطق شامل جزائر کارائیب، فلوریدا، تگزاس، کالیفرنیا، هند، استرالیا، مالزی، اندونزی، فیلیپین، هاوایی و همچنین جنوب و جنوب شرقی ایران و بسیاری مناطق گرمسیری و نیمه‌گرمسیری دیگر. می‌باشند.

## کشت پاپایا در ایران
پاپایا در ایران به صورت عمده کشت نمی‌شود، بلکه به صورت اندک در استان سیستان و بلوچستان و خیلی کم در استان هرمزگان،خوزستان و برخی استان‌های دیگر مانند یزد، بوشهر، شهر عنبرآباد و نی‌ریز فارس کشت می‌شود. به گفته سازمان جهاد کشاورزی استان سیستان و بلوچستان، سطح زیر کشت پاپایا در این استان مجموعاً به ۲۵ هکتار می‌رسد.